# Lennart Nylander (författare)
Lennart Nylander, även verksam under signaturen L.N., född 13 februari 1886 i Borgå landskommun, död 4 maj 1967 i Borgå, var en finländsk kommunal tjänsteman, tidningsmedarbetare och dramatiker.

## Biografi
Nylander utbildade sig vid Borgå folkhögskola (1908) och Svenska folkakademin (1909). Han arbetade som kontrollräknare vid Aug. Eklöf Ab(fi), journalist och medarbetare vid Borgåbladet, samt kontorist vid Borgå ångsåg (ägd av August Eklöf) fram till 1922.
Från 1922 till 1951 tjänstgjorde han som kommunalkanslist i Borgå landskommun och var ledamot i kommunalfullmäktige 1920–1922. Nylander var en produktiv författare av teaterpjäser, särskilt riktade till ungdoms- och nykterhetsföreningar. Han skrev även poesi och lokalhistoriska verk.

## Verk

### Lyrik och prosa
- Blåa rosor: Dikter. Borgå, 1906. 23 s.
- Orgel och harpa: Helsingfors, 1942. 84 s.
- Folket vid skeppshamnen: Borgå, 1931. 176 s.
- Borgå socken i snabbild:  Borgå, 1950. 164 s.

### Dramatik
- De ungas seger: Nykterhetspjäs. Gamlakarleby, 1908. 20 s.
- Första maj: Sceniskt utkast i en akt med sång. Borgå, 1912. 16 s.
- Stina ska’ gift sej: Skämt i en akt. Borgå, 1912.
- Bland aristokrater: Lantliga bilder i en akt. Helsingfors, 1917. 58 s.
- En kvinnofråga: Dramatiskt skämt i två akter. Borgå, 1924. 38 s.
- I väntan på våren: Lustspel i två akter. Borgå, 1925. 34 s.
- Lek och allvar: Komedi i två akter. Borgå, 1926. 43 s.
- Makterna: Folkpjäs i två akter. Borgå, 1928. 32 s.
- Älvornas skyddsling: Sago- och sångspel i två akter. Borgå, 1929. 35 s.
- I sommarpensionatet: Komedi i två akter. Borgå, 1930. 69 s.
- Blind eller seende: Versspel i en akt. Borgå, 1935. 24 s.
- Den ljusa fregatten: Folkskådespel i tre akter. Borgå, 1938. 63 s.